# نقطه کار
نقطهٔ کار یک نقطه ویژه در مشخصه عملکردی یک افزاره فنی است. این نقطه به دلیل ویژگی‌های سامانه و تأثیرات و پارامترهای بیرونی تعیین خواهد شد. در مهندسی الکترونیک ایجاد یک نقطه کار را بایاس می‌گویند.

## نقاط کار خواسته و ناخواسته یک سامانه

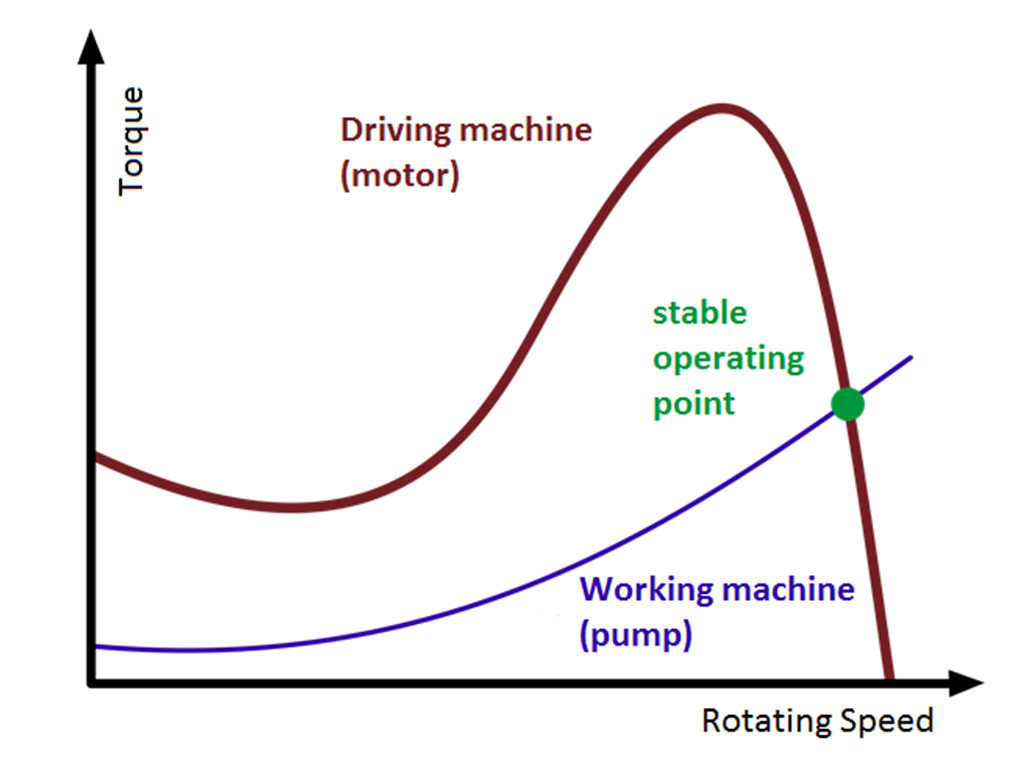
نقطه کار یک سامانه متشکل از حرکت‌دهنده یاه راه‌انداز (موتور AC) و ماشین کار (پمپ)

نقطه کار یک سامانه نقطه تلاقی منحنی گشتاور-سرعت حرکت‌دهنده و ماشین است. هر دو دستگاه با یک شفت به هم متصل می‌شوند بنابراین سرعت همیشه یکسان است. حرکت‌دهنده گشتاوری را ایجاد می‌کند که هر دو دستگاه را می‌چرخاند. ماشین پادگشتاور (به انگلیسی: counter-torque) را ایجاد می‌کند، به عنوان مثال با یک وسیله متحرک که به انرژی دائمی نیاز دارد یا چرخی که در برابر اصطکاک ساکن مسیر می‌چرخد.
- سرعت راه‌انداز زمانی افزایش می‌یابد که گشتاور حرکتی بیشتر از پادگشتاور باشد.
- هنگامی که پادگشتاور بیشتر از گشتاور حرکتی باشد، سرعت حرکت کاهش می‌یابد.

در نقطه کار، گشتاور راه‌انداز و پادگشتاور در تراز هستند، بنابراین سرعت دیگر تغییر نمی‌کند.
- تغییر سرعت در یک نقطه کار پایدار یک تغییر گشتاور ایجاد می‌کند که برخلاف این تغییر سرعت عمل می‌کند.

تغییر سرعت از این نقطه کار پایدار تنها با یک مداخله کنترل جدید امکان‌پذیر است. این می‌تواند تغییر بار ماشین یا قدرت راه‌انداز باشد که هر دو باعث تغییر گشتاور می‌شود زیرا یک تغییر در منحنی‌های مشخصه است. سپس سامانه ماشین محرک با سرعت متفاوت و تعادل گشتاور متفاوت به نقطه کار جدید می‌رود.

## نقاط کار پایدار و ناپایدار

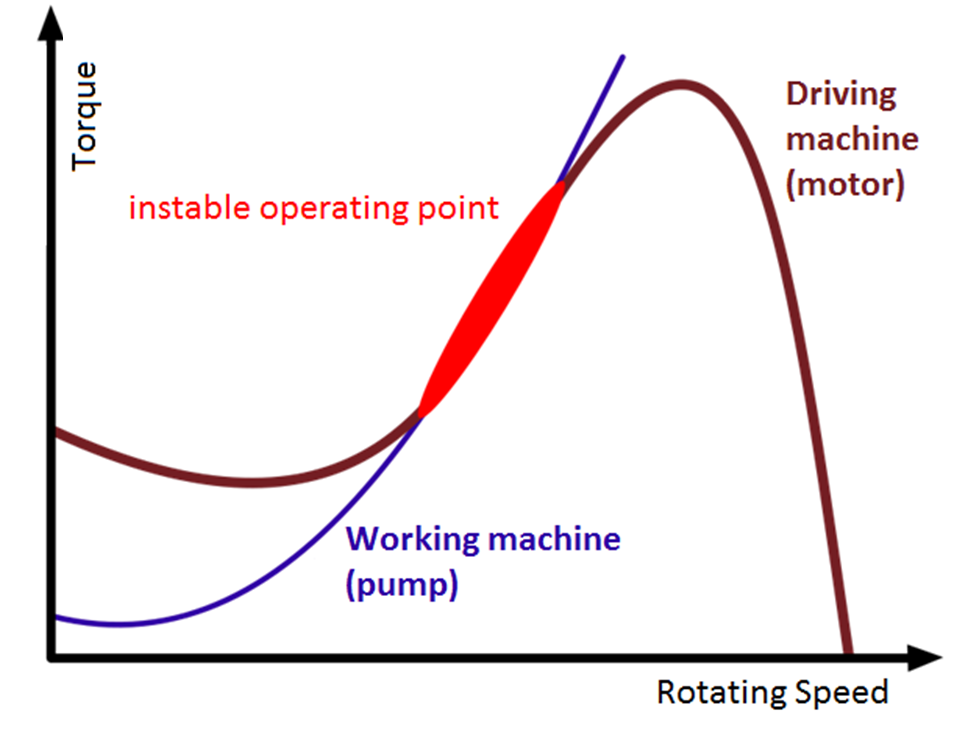
نقطه کار ناپایدار موتور متشکل از راه‌انداز (موتور AC) و ماشین کار (پمپ)

همچنین در مورد یک نقطه کار ناپایدار قانون تراز گشتاورها همیشه معتبر است. اما هنگامی که نقطه کار ناپایدار است، مشخصه‌های راه‌انداز و ماشین تقریباً موازی هستند. در چنین حالتی یک تغییر کوچک در گشتاور منجر به تغییر بزرگ سرعت می‌شود. در عمل هیچ وسیله ای دارای ویژگی‌های آنقدر تُنُک نیست که بتوان نقطه تقاطع را به وضوح انتظار داشت. به دلیل ویژگی‌های موازی، اصطکاک درونی و بیرونی و همچنین عیوب مکانیکی، نقطه کار ناپایدار به جای یک نقطه، نواری از حالت‌های کاری ممکن است؛ بنابراین دَوِش (به انگلیسی: Running) در یک نقطه کار ناپایدار نامطلوب است.

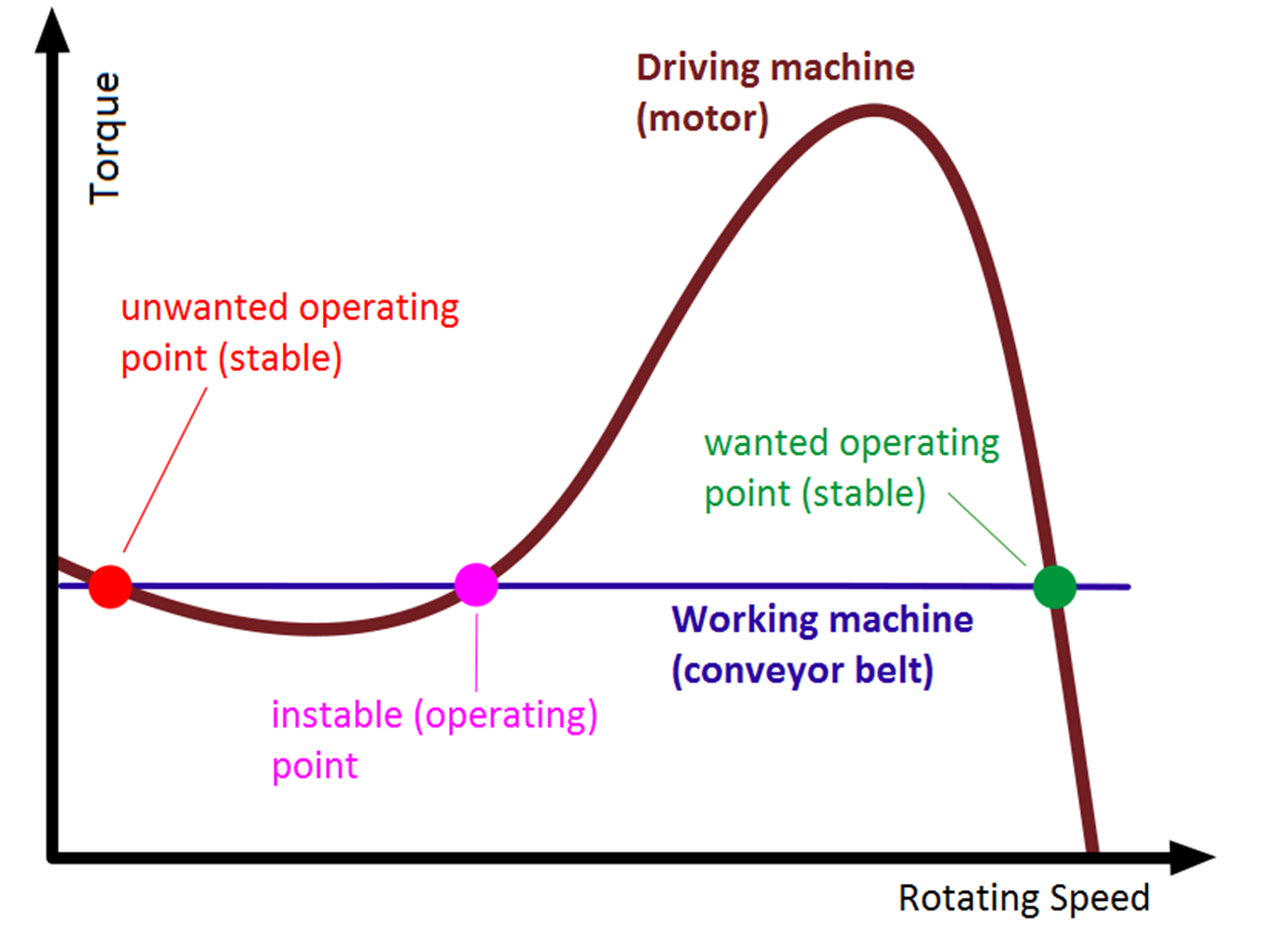
نقاط کار خواسته و ناخواسته یک موتور

## الکترونیک

نقطه کار تقویت کننده ترانزیستور

در تقویت‌کننده‌های الکترونیکی، نقطه کار ترکیبی از جریان و ولتاژ در شرایط «بدون سیگنال» است. اعمال سیگنال به این طبقه - ولتاژ و جریان در این طبقه را تغییر می‌دهد. نقطه کار در یک تقویت‌کننده توسط تقاطع خط بار با مشخصه‌های غیرخطی افزاره تنظیم می‌شود. با تنظیم بایاس روی این طبقه، می‌توان نقطه کار را انتخاب کرد که خروجی سیگنال این طبقه را به حداکثر می‌رساند و اعوجاج را به حداقل می‌رساند.